# Arctodiaptomus alpinus
Arctodiaptomus alpinus is een eenoogkreeftjessoort uit de familie van de Diaptomidae. De wetenschappelijke naam van de soort is voor het eerst geldig gepubliceerd in 1885 door Imhof.